# Between the Buttons
Between the Buttons è un album discografico del gruppo musicale britannico dei Rolling Stones, il quinto pubblicato in Inghilterra (20 gennaio 1967) e il settimo negli Stati Uniti (6 febbraio 1967); le due edizioni differiscono per i brani Back Street Girl e Please Go Home, presenti solo nell'edizione britannica, e Let's Spend the Night Together e Ruby Tuesday presenti solo nell'edizione statunitense.
Nel 2003, la versione americana dell'album comprendente le canzoni del singolo Let's Spend the Night Together/Ruby Tuesday, è stata classificata alla posizione n. 355 nella lista dei migliori 500 album di sempre della rivista Rolling Stone.

## Storia
Registrato in due riprese, a Los Angeles nell'agosto del 1966, e a Londra nel novembre dello stesso anno, l'album mostra il gruppo in un periodo in cui si stavano allontanando dalle loro radici R&B verso altri generi come la psichedelia e il pop barocco; il polistrumentista Brian Jones abbandonava spesso la chitarra durante le sessioni a favore di strumenti come organo, marimba, dulcimer, vibrafono e kazoo; i contributi alle tastiere provenivano da due turnisti: l'ex membro dei Rolling Stones Ian Stewart (piano, organo) e il collaboratore Jack Nitzsche (piano, clavicembalo). Questo sarebbe stato l'ultimo album prodotto da Andrew Loog Oldham che fino a quel momento era stato manager della band e prodotto tutti i loro album.
Le sessioni iniziali per l'album si ebbero nel corso del tour statunitense dei Rolling Stones del 1966, all'RCA Studios di Los Angeles dal 3 all'11 agosto 1966. Dave Hassinger fu l'ingegnere del suono. Durante questo periodo furono provate svariate canzoni e le tracce strumentali base di 6 brani che sarebbero poi apparsi sull'album. Inoltre furono completate Let's Spend the Night Together e Who's Driving Your Plane?, che sarebbe apparsa come B-side dello psichedelico singolo Have You Seen Your Mother, Baby, Standing in the Shadow? a fine settembre. La band fece ritorno a Londra dove le sessioni proseguirono agli IBC Studios dal 31 agosto al 3 settembre. La prima seduta fu dedicata quasi interamente al completamento della traccia Have You Seen Your Mother... per la pubblicazione su singolo. A seguito dell'uscita del singolo il 23 settembre, gli Stones si imbarcarono nel loro settimo tour in Gran Bretagna che sarebbe durato fino all'ottobre 1966. Sarebbe stato l'ultimo tour della band nel Regno Unito per un periodo di 3 anni.
Il secondo blocco di sedute di registrazione per Between the Buttons iniziò l'8 novembre agli Olympic Sound Studios di Londra e si alternò ai Pye Studios fino al 26 novembre. In questo periodo fu completato in gran parte il materiale del disco, incluse le parti vocali incise sulle precedenti basi strumentali, il mixaggio e gli arrangiamenti. Anche Ruby Tuesday fu ultimata. Andrew Loog Oldham, produttore dell'album, stava pure preparando anche l'album live Got Live If You Want It! per il mercato statunitense. Dopo la pubblicazione del disco dal vivo il 10 dicembre, si tenne una seduta finale di sovraincisioni per Between the Buttons il 13 dicembre 1966.
L'album fu registrato utilizzando un banco di missaggio a 4 piste.

## Brani
Come Aftermath, anche Between the Buttons aveva differenze nelle tracce tra l'edizione inglese e quella americana. La versione inglese fu pubblicata nel gennaio del 1967,  seguita a breve distanza dal singolo Let's Spend the Night Together/Ruby Tuesday, brani che non vennero inclusi nell'album, come consuetudine dell'industria discografica del periodo. L'album fu terzo nelle classifiche inglesi.

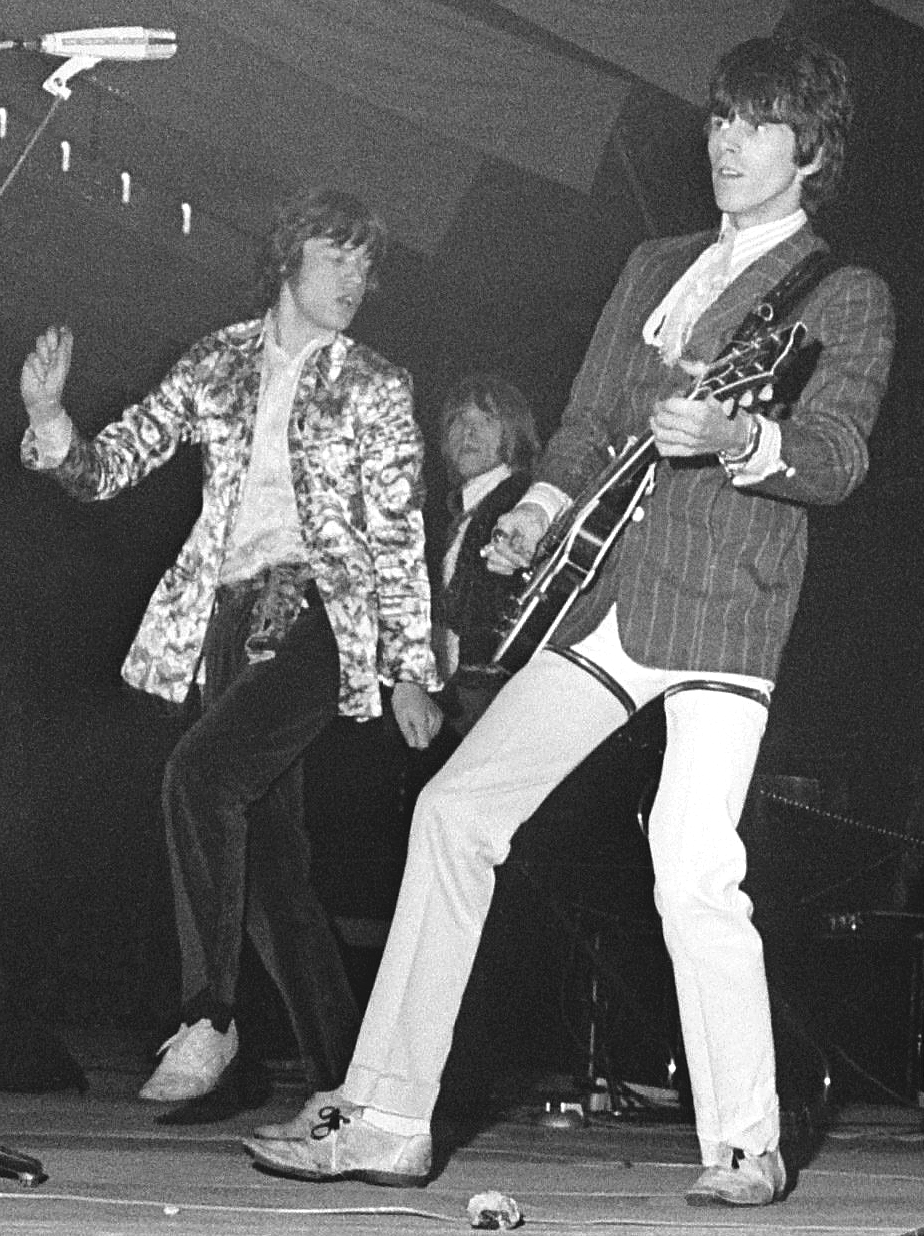
I Rolling Stones in concerto, Houtrusthallen, L'Aia (Paesi Bassi), 15 aprile 1967, poco tempo dopo la pubblicazione di Between the Buttons

Nella versione americana apparivano invece sia Let's Spend the Night Together che Ruby Tuesday, al posto di due brani che vennero omessi, Back Street Girl e Please Go Home. Nelle classifiche americane Between the Buttons raggiunse la seconda posizione, diventando disco d'oro.

## Copertina
La foto della band che appare sulla copertina dell'album fu scattata nel novembre 1966 a Primrose Hill nella zona a nord di Londra dal fotografo Gered Mankowitz che si era già occupato della foto per la copertina dell'album Out of Our Heads. La foto fu scattata alle 5:30 di mattina dopo una nottata di lavoro in sala di registrazione agli Olympic Studios. L'immagine fu trattata con vaselina per creare un effetto sfocato in dissolvenza: Mankowitz ottenne una sorta d'effetto nel quale gli Stones sembrano dissolversi sullo sfondo. L'intenzione della foto era, secondo Mankowitz, di "catturare l'atmosfera eterea e drogata dell'epoca".
Altre foto della medesima sessione furono poi utilizzate per la copertina e le note interne della compilation More Hot Rocks (Big Hits & Fazed Cookies) (1972), e del celebre bootleg Necrophilia (1972).
Il retro di copertina ha dei fumetti disegnati da Charlie Watts accompagnati da una breve poesia. Quando Watts chiese ad Andrew Loog Oldham il titolo dell'album, egli rispose con l'espressione gergale "between the buttons", che in inglese significa "indecisione". Charlie intitolò così il suo fumetto.

## Pubblicazione e accoglienza
| Recensione                    | Giudizio |
| ----------------------------- | -------- |
| AllMusic                      | [ 6 ]    |
| Piero Scaruffi                | [ 7 ]    |
| Encyclopedia of Popular Music | [ 8 ]    |
| Entertainment Weekly          | A        |
| The Great Rock Discography    | [ 10 ]   |
| The Rolling Stone Album Guide | [ 11 ]   |
| Storiadellamusica.it          | [ 12 ]   |
| Ondarock                      | [ 13 ]   |

Between the Buttons, come molti altri dischi britannici dell'epoca, differisce tra versione inglese e statunitense. La versione britannica (quella voluta da Oldham e dagli Stones) fu pubblicata il 20 gennaio 1967 (Mono, LK 4852; Stereo, SKL 4852) su etichetta Decca Records, insieme al singolo Let's Spend the Night Together/Ruby Tuesday. Come da prassi comune nell'industria discografica inglese dell'epoca, le tracce del singolo non erano incluse nell'album. In questa versione, Between the Buttons raggiunse la terza posizione in classifica in Gran Bretagna. La versione per il mercato statunitense fu pubblicata il 6 febbraio 1967 dalla London Records. Nelle classifiche americane, complice la presenza dei brani del singolo, l'album raggiungerà la seconda posizione, diventando disco d'oro.
Nell'agosto 2002, entrambe le edizioni di Between the Buttons sono state ristampate e rimasterizzate in CD e SACD digipak dalla ABKCO Records. Quasi tutte le ristampe dell'album fin dal 1968 sono in stereo; nel 2016, la versione mono di Between the Buttons è stata resa disponibile all'interno del cofanetto The Rolling Stones in Mono.
Spesso considerato da molti un album di transizione, Between the Buttons è stato invece definito "uno dei migliori album rock" dal critico musicale Robert Christgau, che in seguito lo incluse nella "Basic Record Library" relativa agli anni cinquanta e sessanta, pubblicata in Christgau's Record Guide: Rock Albums of the Seventies (1981). Richie Unterberger di AllMusic definì l'album uno dei "più forti ed eclettici LP" dei Rolling Stones. In una recensione retrospettiva per Entertainment Weekly, David Browne descrisse l'album "un insieme sfacciato e sardonico di vaudeville rock della Swinging London", mentre Christopher Walsh di Billboard scrisse che "è pieno di gemme trascurate, la band offre una miscela accattivante di pop folk, brani in stile Beatles e tosti brani rock blues". Tom Moon scrisse in The Rolling Stone Album Guide (2004) che l'album è "più leggero e sottile" di Aftermath e, "avendo scoperto tardivamente la melodia pop, Jagger e Richards stavano improvvisamente esagerando con quello stile". Jim DeRogatis incluse Between the Buttons nella sua lista del 2003 che raccoglie i migliori album di rock psichedelico di sempre.

## Tracce
Le due edizioni differiscono per i brani Back Street Girl e Please Go Home, presenti solo nell'edizione britannica, e Let's Spend the Night Together e Ruby Tuesday nell'edizione statunitense.

### Edizione britannica
1. Yesterday's Papers – 2:20 – in alcune versioni abbreviato a 2:04
2. My Obsession – 3:17
3. Back Street Girl – 3:27
4. Connection – 2:08
5. She Smiled Sweetly – 2:44
6. Cool, Calm and Collected – 4:17
7. All Sold Out – 2:17
8. Please Go Home – 3:17
9. Who's Been Sleeping Here? – 3:55
10. Complicated – 3:15
11. Miss Amanda Jones – 2:47
12. Something Happened to Me Yesterday – 4:55

### Edizione statunitense
1. Let's Spend the Night Together – 3:36
2. Yesterday's Papers – 2:04
3. Ruby Tuesday – 3:17
4. Connection – 2:08
5. She Smiled Sweetly – 2:44
6. Cool, Calm and Collected – 4:17
7. All Sold Out – 2:17
8. My Obsession – 3:17
9. Who's Been Sleeping Here? – 3:55
10. Complicated – 3:15
11. Miss Amanda Jones – 2:47
12. Something Happened to Me Yesterday – 4:55

## Formazione
The Rolling Stones
- Mick Jagger – voce, percussioni
- Keith Richards – chitarra, pianoforte, organo, cori; seconda voce in Connection, My Obsession e Something Happened to Me Yesterday
- Brian Jones – chitarra, dulcimer, armonica, flauto dolce, sassofono, fisarmonica, pianoforte, organo, clavicembalo, vibrafono, kazoo, cori
- Bill Wyman – basso, percussioni, cori
- Charlie Watts – batteria, percussioni, fumetto.

Altri musicisti
- Ian Stewart – pianoforte, organo
- Jack Nitzsche – pianoforte, clavicembalo, percussioni

Produzione
- Andrew Loog Oldham